# Claudia Kanne
Claudia Kanne (Apeldoorn, 29 september 2000) is een Nederlandse actrice.
Als dertienjarige debuteerde ze in de jeugdfilm T.I.M. van Rolf van Eijk. Ze vertolkte er als Kiki een hoofdrol. In Oude Liefde van Nicole van Kilsdonk uit 2017 zette ze het personage Myrthe neer. Sinds 2018 vertolkt ze een hoofdrol als Jackie Oleander in de televisieserie SpangaS.

## Filmografie
- T.I.M. (2014) als Kiki
- Oude Liefde (2017) als Myrthe
- SpangaS (2018-2022) als Jackie Oleander
- SpangaS op zomervakantie (2019) als Jackie Oleander
- Oorlog-stories (2020) als Esther
- Flexe Meiden (2021-2022) als Vera
- Nerds with Attitude (2022) als Vera